# Maria, la madre del figlio di Dio
Maria, la madre del figlio di Dio (Maria - Mãe do Filho de Deus) è un film brasiliano del 2003.

## Trama
Maria Auxiliadora è una ragazza madre ventiquattrenne, molto povera. Vive con la figlioletta Joana, una bambina di 7 anni. Dovendo recarsi in ospedale per ritirare un referto che riguarda Joana, la donna, che teme il peggio, decide di non portare la bambina con sé e la affida dunque al sacerdote della parrocchia locale. Questi scopre che Maria Auxiliadora, nonostante porti il nome della Vergine, non ha mai raccontato la storia di Gesù Cristo a Joana; sarà quindi lui a farlo, dando  tra l'altro grande risalto alla figura della Madonna e al suo rapporto col figlio.